# Várkonyi Dezső
Várkonyi Dezső, született: Suli Dezső György, névváltozat: Suly (Veszprém, 1862. április 2. – Budapest, Ferencváros, 1904. november 29.) újságíró, szerkesztő.

## Életútja
Várkonyi (Suli) József és Horváth Mária fiaként született. Budapesten kezdte hírlapírói munkásságát, először a Pesti Hírlap munkatársa volt, majd az Egyetértés és több másik fővárosi lapnak volt dolgozótársa. Szerkesztette a Veszprém c. hetilapot 1890-ben; szerkesztője és laptulajdonosa volt a Veszprémi Hirlap c. vegyes tartalmú hetilapnak 1893. március 18-tól 1894. szeptember 29-ig; végül a Veszprémi Ellenőr c. független politikai hetilapot szerkesztette 1898-ban. A közvéleményt maga ellen hergelte, ami szenvedélyes egyéniségének volt betudható. Miután a lap megszűnt, Várkonyi Budapestre költözött. Ismertek voltak elbeszélései. A budapesti Szent István kórházban hunyt el, halálát tüdővész okozta.
Írt elbeszéléseket a Képes Családi Lapokba (1885), az Arad és Vidékébe (1888) és a Magyar Salonba (VIII. 1888).

## Munkái
- Vidám elbeszélések. Esztergom, 1885 (Mulattató Zsebkönyvtár 29.)
- Szegény legények. Elbeszélések a betyár világból. Veszprém (1899. Ism. Vasárnapi Ujság 25. sz., M. Kritika 2. sz.)
- A mentő angyal. Igaz historia. Képpel. Bpest, év n. (Historiák 70. sz.)